# Campionat del món d'escacs de 1984
El Campionat del món d'escacs de 1984 es disputà mitjançant un matx entre l'aspirant Garri Kaspàrov i el campió regnant Anatoli Kàrpov pel títol de Campió del món. Després de 5 mesos i de 48 partides, el matx fou cancel·lat amb molta controvèrsia, quan en Kàrpov guanyava per cinc victòries a tres, (amb 40 taules), i va tornar a començar en el Campionat del món d'escacs de 1985.

## Fase de classificació

### Interzonals
Es varen celebrar tres Interzonals, i els dos primers classificats de cadascun passaven a disputar els matxs de Candidats. En Kaspàrov, que tenia 19 anys en aquell moment, va guanyar l'Interzonal de Moscou amb un convincent 1 punt i mig de marge davant d'Aleksandr Beliavski. Zoltan Ribli va guanyar l'Interzonal de Las Palmas per davant de l'ex Campió del món (de 62 anys) Vassili Smislov, i l'Interzonal de Toluca el guanyaren conjuntament Lajos Portisch i Eugenio Torre.

### Candidats
Els sis classificats a l'Interzonal es trobaren amb Víktor Kortxnoi i Robert Hübner, els candidats finalistes del cicle anterior (Campionat del món de 1981). Els vuit jugadors varen disputar sèries de matxs eliminatoris per sistema K.O., dels quals en sortí vencedor en Garri Kaspàrov.
|  | Quarts de final | Quarts de final     | Quarts de final |         |    | Semifinals | Semifinals | Semifinals |  |  | Final | Final    | Final |
|  |                 |                     |                 |         |    |            |            |            |  |  |       |          |       |
|  | 1               | Garri Kaspàrov      | 6               |         |    |            |            |            |  |  |       |          |       |
|  | 8               | Aleksandr Beliavski | 3               |         |    |            |            |            |  |  |       |          |       |
|  | 8               | Aleksandr Beliavski | 3               |         |    | Kaspàrov   | 7          |            |  |  |       |          |       |
|  |                 |                     |                 |         |    | Kaspàrov   | 7          |            |  |  |       |          |       |
|  |                 |                     | Kortxnoi        | 4       |    |            |            |            |  |  |       |          |       |
|  | 4               | Lajos Portisch      | Kortxnoi        | 4       | 3  |            |            |            |  |  |       |          |       |
|  | 4               | Lajos Portisch      |                 |         | 3  |            |            |            |  |  |       |          |       |
|  | 5               | Víktor Kortxnoi     | 6               |         |    |            |            |            |  |  |       |          |       |
|  |                 |                     |                 |         |    |            |            |            |  |  |       | Kaspàrov | 8½    |
|  |                 |                     |                 | Smislov | 4½ |            |            |            |  |  |       |          |       |
|  | 3               | Zoltan Ribli        | 6               |         |    |            |            |            |  |  |       |          |       |
|  | 6               | Eugene Torre        | 3               |         |    |            |            |            |  |  |       |          |       |
|  | 6               | Eugene Torre        | 3               |         |    | Ribli      | 4½         |            |  |  |       |          |       |
|  |                 |                     |                 |         |    | Ribli      | 4½         |            |  |  |       |          |       |
|  |                 |                     | Smislov         | 6½      |    |            |            |            |  |  |       |          |       |
|  | 2               | Robert Hübner       | Smislov         | 6½      | 7  |            |            |            |  |  |       |          |       |
|  | 2               | Robert Hübner       |                 |         | 7  |            |            |            |  |  |       |          |       |
|  | 7               | Vassili Smislov     | 7               |         |    |            |            |            |  |  |       |          |       |

#### Controvèrsies a la fase de Candidats
El matx Smislov–Hübner va acabar empatat 5-5. Després de jugar quatre partides addicionals sense que es trenqués l'empat, el matx es va resoldre amb una volta de ruleta.
La política va amenaçar el matx de semifinals de Kaspàrov contra Víktor Kortxnoi, que s'havia programat per jugar-se a Pasadena (Califòrnia). En Kortxnoi havia desertat de la Unió Soviètica el 1976, i era en aquell moment el millor jugador en actiu no soviètic. Diverses maniobres polítiques varen tractar d'impedir que en Kaspàrov jugués contra en Kortxnoi als Estats Units, i en Kaspàrov va acabar rebutjant de jugar. El problema es va resoldre quan en Kortxnoi va acceptar de jugar a Londres, alhora que ho feien en Vassili Smislov vs. Zoltan Ribli. El matx Kortxnoi-Kaspàrov es va arranjar mercès a en Raymond Keene. En Kaspàrov va perdre la primera partida, però va guanyar el matx 7-4 (quatre victòries i una derrota).

## El matx final
|          | 1  | 2  | 3  | 4  | 5  | 6  | 7  | 8  | 9         | 10        | 11 | 12 | 13 | 14 | 15 | 16 | 17 | 18 | 19 | 20 |
| -------- | -- | -- | -- | -- | -- | -- | -- | -- | --------- | --------- | -- | -- | -- | -- | -- | -- | -- | -- | -- | -- |
| Kàrpov   | =  | =  | 1  | =  | =  | 1  | 1  | =  | 1         | =         | =  | =  | =  | =  | =  | =  | =  | =  | =  | =  |
| Kaspàrov | =  | =  | 0  | =  | =  | 0  | 0  | =  | 0         | =         | =  | =  | =  | =  | =  | =  | =  | =  | =  | =  |
|          | 21 | 22 | 23 | 24 | 25 | 26 | 27 | 28 | 29        | 30        | 31 | 32 | 33 | 34 | 35 | 36 | 37 | 38 | 39 | 40 |
| Kàrpov   | =  | =  | =  | =  | =  | =  | 1  | =  | =         | =         | =  | 0  | =  | =  | =  | =  | =  | =  | =  | =  |
| Kaspàrov | =  | =  | =  | =  | =  | =  | 0  | =  | =         | =         | =  | 1  | =  | =  | =  | =  | =  | =  | =  | =  |
|          | 41 | 42 | 43 | 44 | 45 | 46 | 47 | 48 | Victòries | Victòries |    |    |    |    |    |    |    |    |    |    |
| Kàrpov   | =  | =  | =  | =  | =  | =  | 0  | 0  | 5         | 5         |    |    |    |    |    |    |    |    |    |    |
| Kaspàrov | =  | =  | =  | =  | =  | =  | 1  | 1  | 3         | 3         |    |    |    |    |    |    |    |    |    |    |

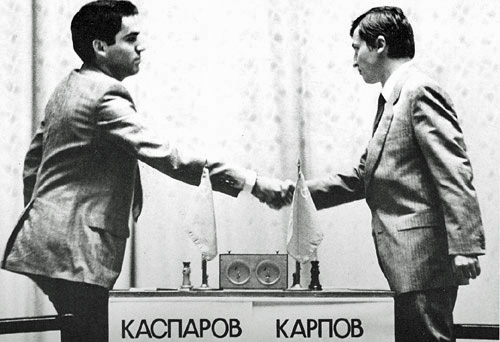
Kàrpov (dreta) i Kaspàrov (esquerra) se saluden durant el Campionat del món de 1985.

El matx pel campionat entre en Kàrpov i en Kaspàrov va tenir molts alts i baixos, i un final molt controvertit. En Kàrpov va començar molt fort, i després de nou partides en Kaspàrov anava per sota en el marcador per 4-0 en un matx al "primer que assolís sis victòries". Alguns jugadors varen predir que el resultat podria ser un clar 6-0 en 18 partides.
Però en Kaspàrov va resistir i plantà batalla, amb 17 taules successives. Va perdre la partida 27, i després es va defensar amb una altra sèrie d'empats fins a la partida 32, la seva primera victòria de sempre contra el Campió del món. Una nova sèrie de 14 taules va fer arribar a la partida 46. El rècord previ de durada d'un matx pel Campionat del món estava en 34 partides, al matx de 1927 entre José Raúl Capablanca i Aleksandr Alekhin. Les partides 47 i 48 foren guanyades per l'aspirant, deixant el marcador en 5-3 a favor de Kàrpov i el resultat final molt més incert.
Llavors, el matx es va donar per finalitzat sense definició, per Florencio Campomanes, el president de la FIDE, i es va anunciar la celebració d'un nou matx que començaria uns mesos després. Aquesta finalització va ser molt controvertida, ja que ambdós jugadors varen afirmar que preferien que el matx continués. Anunciant la seva decisió en una conferència de premsa, en Campomanes va al·ludir a la salut dels jugadors, que s'havia deteriorat a causa de la durada del matx (5 mesos, del 10 de setembre de 1984 al 8 de febrer de 1985). El matx fou el primer, i únic pel campionat del món, en concloure sense resultat.
El nou matx programat (el Campionat del món de 1985) es disputà al millor de 24 partides, amb el campió (Kàrpov) retenint el títol en cas que s'acabi empatant 12-12. Degut al fet que en Kàrpov anava dos punts per sobre quan el matx de 1984 es va suspendre, se li va garantir el dret a un matx de revenja (que finalment seria el Campionat del món de 1986) si perdia.

### La crucial partida 16
|   | a | b | c | d | e | f | g | h |   |
| 8 | g8 negres rei · a7 negres peó · d7 negres dama · b6 negres peó · d6 negres torre · g6 negres peó · e5 blanques dama · g5 blanques cavall · h5 negres peó · b3 blanques peó · g3 blanques peó · a2 blanques peó · f2 blanques peó · g2 blanques rei · h2 blanques peó | g8 negres rei · a7 negres peó · d7 negres dama · b6 negres peó · d6 negres torre · g6 negres peó · e5 blanques dama · g5 blanques cavall · h5 negres peó · b3 blanques peó · g3 blanques peó · a2 blanques peó · f2 blanques peó · g2 blanques rei · h2 blanques peó | g8 negres rei · a7 negres peó · d7 negres dama · b6 negres peó · d6 negres torre · g6 negres peó · e5 blanques dama · g5 blanques cavall · h5 negres peó · b3 blanques peó · g3 blanques peó · a2 blanques peó · f2 blanques peó · g2 blanques rei · h2 blanques peó | g8 negres rei · a7 negres peó · d7 negres dama · b6 negres peó · d6 negres torre · g6 negres peó · e5 blanques dama · g5 blanques cavall · h5 negres peó · b3 blanques peó · g3 blanques peó · a2 blanques peó · f2 blanques peó · g2 blanques rei · h2 blanques peó | g8 negres rei · a7 negres peó · d7 negres dama · b6 negres peó · d6 negres torre · g6 negres peó · e5 blanques dama · g5 blanques cavall · h5 negres peó · b3 blanques peó · g3 blanques peó · a2 blanques peó · f2 blanques peó · g2 blanques rei · h2 blanques peó | g8 negres rei · a7 negres peó · d7 negres dama · b6 negres peó · d6 negres torre · g6 negres peó · e5 blanques dama · g5 blanques cavall · h5 negres peó · b3 blanques peó · g3 blanques peó · a2 blanques peó · f2 blanques peó · g2 blanques rei · h2 blanques peó | g8 negres rei · a7 negres peó · d7 negres dama · b6 negres peó · d6 negres torre · g6 negres peó · e5 blanques dama · g5 blanques cavall · h5 negres peó · b3 blanques peó · g3 blanques peó · a2 blanques peó · f2 blanques peó · g2 blanques rei · h2 blanques peó | g8 negres rei · a7 negres peó · d7 negres dama · b6 negres peó · d6 negres torre · g6 negres peó · e5 blanques dama · g5 blanques cavall · h5 negres peó · b3 blanques peó · g3 blanques peó · a2 blanques peó · f2 blanques peó · g2 blanques rei · h2 blanques peó | 8 |
| 7 | g8 negres rei · a7 negres peó · d7 negres dama · b6 negres peó · d6 negres torre · g6 negres peó · e5 blanques dama · g5 blanques cavall · h5 negres peó · b3 blanques peó · g3 blanques peó · a2 blanques peó · f2 blanques peó · g2 blanques rei · h2 blanques peó | g8 negres rei · a7 negres peó · d7 negres dama · b6 negres peó · d6 negres torre · g6 negres peó · e5 blanques dama · g5 blanques cavall · h5 negres peó · b3 blanques peó · g3 blanques peó · a2 blanques peó · f2 blanques peó · g2 blanques rei · h2 blanques peó | g8 negres rei · a7 negres peó · d7 negres dama · b6 negres peó · d6 negres torre · g6 negres peó · e5 blanques dama · g5 blanques cavall · h5 negres peó · b3 blanques peó · g3 blanques peó · a2 blanques peó · f2 blanques peó · g2 blanques rei · h2 blanques peó | g8 negres rei · a7 negres peó · d7 negres dama · b6 negres peó · d6 negres torre · g6 negres peó · e5 blanques dama · g5 blanques cavall · h5 negres peó · b3 blanques peó · g3 blanques peó · a2 blanques peó · f2 blanques peó · g2 blanques rei · h2 blanques peó | g8 negres rei · a7 negres peó · d7 negres dama · b6 negres peó · d6 negres torre · g6 negres peó · e5 blanques dama · g5 blanques cavall · h5 negres peó · b3 blanques peó · g3 blanques peó · a2 blanques peó · f2 blanques peó · g2 blanques rei · h2 blanques peó | g8 negres rei · a7 negres peó · d7 negres dama · b6 negres peó · d6 negres torre · g6 negres peó · e5 blanques dama · g5 blanques cavall · h5 negres peó · b3 blanques peó · g3 blanques peó · a2 blanques peó · f2 blanques peó · g2 blanques rei · h2 blanques peó | g8 negres rei · a7 negres peó · d7 negres dama · b6 negres peó · d6 negres torre · g6 negres peó · e5 blanques dama · g5 blanques cavall · h5 negres peó · b3 blanques peó · g3 blanques peó · a2 blanques peó · f2 blanques peó · g2 blanques rei · h2 blanques peó | g8 negres rei · a7 negres peó · d7 negres dama · b6 negres peó · d6 negres torre · g6 negres peó · e5 blanques dama · g5 blanques cavall · h5 negres peó · b3 blanques peó · g3 blanques peó · a2 blanques peó · f2 blanques peó · g2 blanques rei · h2 blanques peó | 7 |
| 6 | g8 negres rei · a7 negres peó · d7 negres dama · b6 negres peó · d6 negres torre · g6 negres peó · e5 blanques dama · g5 blanques cavall · h5 negres peó · b3 blanques peó · g3 blanques peó · a2 blanques peó · f2 blanques peó · g2 blanques rei · h2 blanques peó | g8 negres rei · a7 negres peó · d7 negres dama · b6 negres peó · d6 negres torre · g6 negres peó · e5 blanques dama · g5 blanques cavall · h5 negres peó · b3 blanques peó · g3 blanques peó · a2 blanques peó · f2 blanques peó · g2 blanques rei · h2 blanques peó | g8 negres rei · a7 negres peó · d7 negres dama · b6 negres peó · d6 negres torre · g6 negres peó · e5 blanques dama · g5 blanques cavall · h5 negres peó · b3 blanques peó · g3 blanques peó · a2 blanques peó · f2 blanques peó · g2 blanques rei · h2 blanques peó | g8 negres rei · a7 negres peó · d7 negres dama · b6 negres peó · d6 negres torre · g6 negres peó · e5 blanques dama · g5 blanques cavall · h5 negres peó · b3 blanques peó · g3 blanques peó · a2 blanques peó · f2 blanques peó · g2 blanques rei · h2 blanques peó | g8 negres rei · a7 negres peó · d7 negres dama · b6 negres peó · d6 negres torre · g6 negres peó · e5 blanques dama · g5 blanques cavall · h5 negres peó · b3 blanques peó · g3 blanques peó · a2 blanques peó · f2 blanques peó · g2 blanques rei · h2 blanques peó | g8 negres rei · a7 negres peó · d7 negres dama · b6 negres peó · d6 negres torre · g6 negres peó · e5 blanques dama · g5 blanques cavall · h5 negres peó · b3 blanques peó · g3 blanques peó · a2 blanques peó · f2 blanques peó · g2 blanques rei · h2 blanques peó | g8 negres rei · a7 negres peó · d7 negres dama · b6 negres peó · d6 negres torre · g6 negres peó · e5 blanques dama · g5 blanques cavall · h5 negres peó · b3 blanques peó · g3 blanques peó · a2 blanques peó · f2 blanques peó · g2 blanques rei · h2 blanques peó | g8 negres rei · a7 negres peó · d7 negres dama · b6 negres peó · d6 negres torre · g6 negres peó · e5 blanques dama · g5 blanques cavall · h5 negres peó · b3 blanques peó · g3 blanques peó · a2 blanques peó · f2 blanques peó · g2 blanques rei · h2 blanques peó | 6 |
| 5 | g8 negres rei · a7 negres peó · d7 negres dama · b6 negres peó · d6 negres torre · g6 negres peó · e5 blanques dama · g5 blanques cavall · h5 negres peó · b3 blanques peó · g3 blanques peó · a2 blanques peó · f2 blanques peó · g2 blanques rei · h2 blanques peó | g8 negres rei · a7 negres peó · d7 negres dama · b6 negres peó · d6 negres torre · g6 negres peó · e5 blanques dama · g5 blanques cavall · h5 negres peó · b3 blanques peó · g3 blanques peó · a2 blanques peó · f2 blanques peó · g2 blanques rei · h2 blanques peó | g8 negres rei · a7 negres peó · d7 negres dama · b6 negres peó · d6 negres torre · g6 negres peó · e5 blanques dama · g5 blanques cavall · h5 negres peó · b3 blanques peó · g3 blanques peó · a2 blanques peó · f2 blanques peó · g2 blanques rei · h2 blanques peó | g8 negres rei · a7 negres peó · d7 negres dama · b6 negres peó · d6 negres torre · g6 negres peó · e5 blanques dama · g5 blanques cavall · h5 negres peó · b3 blanques peó · g3 blanques peó · a2 blanques peó · f2 blanques peó · g2 blanques rei · h2 blanques peó | g8 negres rei · a7 negres peó · d7 negres dama · b6 negres peó · d6 negres torre · g6 negres peó · e5 blanques dama · g5 blanques cavall · h5 negres peó · b3 blanques peó · g3 blanques peó · a2 blanques peó · f2 blanques peó · g2 blanques rei · h2 blanques peó | g8 negres rei · a7 negres peó · d7 negres dama · b6 negres peó · d6 negres torre · g6 negres peó · e5 blanques dama · g5 blanques cavall · h5 negres peó · b3 blanques peó · g3 blanques peó · a2 blanques peó · f2 blanques peó · g2 blanques rei · h2 blanques peó | g8 negres rei · a7 negres peó · d7 negres dama · b6 negres peó · d6 negres torre · g6 negres peó · e5 blanques dama · g5 blanques cavall · h5 negres peó · b3 blanques peó · g3 blanques peó · a2 blanques peó · f2 blanques peó · g2 blanques rei · h2 blanques peó | g8 negres rei · a7 negres peó · d7 negres dama · b6 negres peó · d6 negres torre · g6 negres peó · e5 blanques dama · g5 blanques cavall · h5 negres peó · b3 blanques peó · g3 blanques peó · a2 blanques peó · f2 blanques peó · g2 blanques rei · h2 blanques peó | 5 |
| 4 | g8 negres rei · a7 negres peó · d7 negres dama · b6 negres peó · d6 negres torre · g6 negres peó · e5 blanques dama · g5 blanques cavall · h5 negres peó · b3 blanques peó · g3 blanques peó · a2 blanques peó · f2 blanques peó · g2 blanques rei · h2 blanques peó | g8 negres rei · a7 negres peó · d7 negres dama · b6 negres peó · d6 negres torre · g6 negres peó · e5 blanques dama · g5 blanques cavall · h5 negres peó · b3 blanques peó · g3 blanques peó · a2 blanques peó · f2 blanques peó · g2 blanques rei · h2 blanques peó | g8 negres rei · a7 negres peó · d7 negres dama · b6 negres peó · d6 negres torre · g6 negres peó · e5 blanques dama · g5 blanques cavall · h5 negres peó · b3 blanques peó · g3 blanques peó · a2 blanques peó · f2 blanques peó · g2 blanques rei · h2 blanques peó | g8 negres rei · a7 negres peó · d7 negres dama · b6 negres peó · d6 negres torre · g6 negres peó · e5 blanques dama · g5 blanques cavall · h5 negres peó · b3 blanques peó · g3 blanques peó · a2 blanques peó · f2 blanques peó · g2 blanques rei · h2 blanques peó | g8 negres rei · a7 negres peó · d7 negres dama · b6 negres peó · d6 negres torre · g6 negres peó · e5 blanques dama · g5 blanques cavall · h5 negres peó · b3 blanques peó · g3 blanques peó · a2 blanques peó · f2 blanques peó · g2 blanques rei · h2 blanques peó | g8 negres rei · a7 negres peó · d7 negres dama · b6 negres peó · d6 negres torre · g6 negres peó · e5 blanques dama · g5 blanques cavall · h5 negres peó · b3 blanques peó · g3 blanques peó · a2 blanques peó · f2 blanques peó · g2 blanques rei · h2 blanques peó | g8 negres rei · a7 negres peó · d7 negres dama · b6 negres peó · d6 negres torre · g6 negres peó · e5 blanques dama · g5 blanques cavall · h5 negres peó · b3 blanques peó · g3 blanques peó · a2 blanques peó · f2 blanques peó · g2 blanques rei · h2 blanques peó | g8 negres rei · a7 negres peó · d7 negres dama · b6 negres peó · d6 negres torre · g6 negres peó · e5 blanques dama · g5 blanques cavall · h5 negres peó · b3 blanques peó · g3 blanques peó · a2 blanques peó · f2 blanques peó · g2 blanques rei · h2 blanques peó | 4 |
| 3 | g8 negres rei · a7 negres peó · d7 negres dama · b6 negres peó · d6 negres torre · g6 negres peó · e5 blanques dama · g5 blanques cavall · h5 negres peó · b3 blanques peó · g3 blanques peó · a2 blanques peó · f2 blanques peó · g2 blanques rei · h2 blanques peó | g8 negres rei · a7 negres peó · d7 negres dama · b6 negres peó · d6 negres torre · g6 negres peó · e5 blanques dama · g5 blanques cavall · h5 negres peó · b3 blanques peó · g3 blanques peó · a2 blanques peó · f2 blanques peó · g2 blanques rei · h2 blanques peó | g8 negres rei · a7 negres peó · d7 negres dama · b6 negres peó · d6 negres torre · g6 negres peó · e5 blanques dama · g5 blanques cavall · h5 negres peó · b3 blanques peó · g3 blanques peó · a2 blanques peó · f2 blanques peó · g2 blanques rei · h2 blanques peó | g8 negres rei · a7 negres peó · d7 negres dama · b6 negres peó · d6 negres torre · g6 negres peó · e5 blanques dama · g5 blanques cavall · h5 negres peó · b3 blanques peó · g3 blanques peó · a2 blanques peó · f2 blanques peó · g2 blanques rei · h2 blanques peó | g8 negres rei · a7 negres peó · d7 negres dama · b6 negres peó · d6 negres torre · g6 negres peó · e5 blanques dama · g5 blanques cavall · h5 negres peó · b3 blanques peó · g3 blanques peó · a2 blanques peó · f2 blanques peó · g2 blanques rei · h2 blanques peó | g8 negres rei · a7 negres peó · d7 negres dama · b6 negres peó · d6 negres torre · g6 negres peó · e5 blanques dama · g5 blanques cavall · h5 negres peó · b3 blanques peó · g3 blanques peó · a2 blanques peó · f2 blanques peó · g2 blanques rei · h2 blanques peó | g8 negres rei · a7 negres peó · d7 negres dama · b6 negres peó · d6 negres torre · g6 negres peó · e5 blanques dama · g5 blanques cavall · h5 negres peó · b3 blanques peó · g3 blanques peó · a2 blanques peó · f2 blanques peó · g2 blanques rei · h2 blanques peó | g8 negres rei · a7 negres peó · d7 negres dama · b6 negres peó · d6 negres torre · g6 negres peó · e5 blanques dama · g5 blanques cavall · h5 negres peó · b3 blanques peó · g3 blanques peó · a2 blanques peó · f2 blanques peó · g2 blanques rei · h2 blanques peó | 3 |
| 2 | g8 negres rei · a7 negres peó · d7 negres dama · b6 negres peó · d6 negres torre · g6 negres peó · e5 blanques dama · g5 blanques cavall · h5 negres peó · b3 blanques peó · g3 blanques peó · a2 blanques peó · f2 blanques peó · g2 blanques rei · h2 blanques peó | g8 negres rei · a7 negres peó · d7 negres dama · b6 negres peó · d6 negres torre · g6 negres peó · e5 blanques dama · g5 blanques cavall · h5 negres peó · b3 blanques peó · g3 blanques peó · a2 blanques peó · f2 blanques peó · g2 blanques rei · h2 blanques peó | g8 negres rei · a7 negres peó · d7 negres dama · b6 negres peó · d6 negres torre · g6 negres peó · e5 blanques dama · g5 blanques cavall · h5 negres peó · b3 blanques peó · g3 blanques peó · a2 blanques peó · f2 blanques peó · g2 blanques rei · h2 blanques peó | g8 negres rei · a7 negres peó · d7 negres dama · b6 negres peó · d6 negres torre · g6 negres peó · e5 blanques dama · g5 blanques cavall · h5 negres peó · b3 blanques peó · g3 blanques peó · a2 blanques peó · f2 blanques peó · g2 blanques rei · h2 blanques peó | g8 negres rei · a7 negres peó · d7 negres dama · b6 negres peó · d6 negres torre · g6 negres peó · e5 blanques dama · g5 blanques cavall · h5 negres peó · b3 blanques peó · g3 blanques peó · a2 blanques peó · f2 blanques peó · g2 blanques rei · h2 blanques peó | g8 negres rei · a7 negres peó · d7 negres dama · b6 negres peó · d6 negres torre · g6 negres peó · e5 blanques dama · g5 blanques cavall · h5 negres peó · b3 blanques peó · g3 blanques peó · a2 blanques peó · f2 blanques peó · g2 blanques rei · h2 blanques peó | g8 negres rei · a7 negres peó · d7 negres dama · b6 negres peó · d6 negres torre · g6 negres peó · e5 blanques dama · g5 blanques cavall · h5 negres peó · b3 blanques peó · g3 blanques peó · a2 blanques peó · f2 blanques peó · g2 blanques rei · h2 blanques peó | g8 negres rei · a7 negres peó · d7 negres dama · b6 negres peó · d6 negres torre · g6 negres peó · e5 blanques dama · g5 blanques cavall · h5 negres peó · b3 blanques peó · g3 blanques peó · a2 blanques peó · f2 blanques peó · g2 blanques rei · h2 blanques peó | 2 |
| 1 | g8 negres rei · a7 negres peó · d7 negres dama · b6 negres peó · d6 negres torre · g6 negres peó · e5 blanques dama · g5 blanques cavall · h5 negres peó · b3 blanques peó · g3 blanques peó · a2 blanques peó · f2 blanques peó · g2 blanques rei · h2 blanques peó | g8 negres rei · a7 negres peó · d7 negres dama · b6 negres peó · d6 negres torre · g6 negres peó · e5 blanques dama · g5 blanques cavall · h5 negres peó · b3 blanques peó · g3 blanques peó · a2 blanques peó · f2 blanques peó · g2 blanques rei · h2 blanques peó | g8 negres rei · a7 negres peó · d7 negres dama · b6 negres peó · d6 negres torre · g6 negres peó · e5 blanques dama · g5 blanques cavall · h5 negres peó · b3 blanques peó · g3 blanques peó · a2 blanques peó · f2 blanques peó · g2 blanques rei · h2 blanques peó | g8 negres rei · a7 negres peó · d7 negres dama · b6 negres peó · d6 negres torre · g6 negres peó · e5 blanques dama · g5 blanques cavall · h5 negres peó · b3 blanques peó · g3 blanques peó · a2 blanques peó · f2 blanques peó · g2 blanques rei · h2 blanques peó | g8 negres rei · a7 negres peó · d7 negres dama · b6 negres peó · d6 negres torre · g6 negres peó · e5 blanques dama · g5 blanques cavall · h5 negres peó · b3 blanques peó · g3 blanques peó · a2 blanques peó · f2 blanques peó · g2 blanques rei · h2 blanques peó | g8 negres rei · a7 negres peó · d7 negres dama · b6 negres peó · d6 negres torre · g6 negres peó · e5 blanques dama · g5 blanques cavall · h5 negres peó · b3 blanques peó · g3 blanques peó · a2 blanques peó · f2 blanques peó · g2 blanques rei · h2 blanques peó | g8 negres rei · a7 negres peó · d7 negres dama · b6 negres peó · d6 negres torre · g6 negres peó · e5 blanques dama · g5 blanques cavall · h5 negres peó · b3 blanques peó · g3 blanques peó · a2 blanques peó · f2 blanques peó · g2 blanques rei · h2 blanques peó | g8 negres rei · a7 negres peó · d7 negres dama · b6 negres peó · d6 negres torre · g6 negres peó · e5 blanques dama · g5 blanques cavall · h5 negres peó · b3 blanques peó · g3 blanques peó · a2 blanques peó · f2 blanques peó · g2 blanques rei · h2 blanques peó | 1 |
|   | a | b | c | d | e | f | g | h |   |

Una jugada en la partida número 16 hagués pogut tenir un gran efecte en la història dels escacs. En la posició del diagrama, en Kàrpov estava cansat i va oferir taules (que foren acceptades) (Kasparov 2008:137–38). En Kàrpov, però, hauria d'haver guanyat aquesta posició, jugant 37... Td5! En aquell moment, en Kàrpov anava pel davant en el marcador amb 4-0, i si hagués guanyat aquesta partida, la seva victòria posterior a la partida número 27 hauria finalitzat el matx amb una victòria per 6-0.
Andy Soltis i Yasser Seirawan han imaginat que hagués passat en aquest escenari: en Kaspàrov estaria desmoralitzat, i podria no haver arribat als nivells que va arribar posteriorment. En Kàrpov hauria seguit essent el Campió del món almenys per una dècada més, i en Kaspàrov no haura provocat el cisma dels escacs contra la FIDE tal com va fer el 1993 quan va fundar la Professional Chess Association. L'escissió que aquest cisma va provocar en el Campionat del món durant 15 anys, podria no haver ocorregut mai (Soltis 2010:12).